# The New Mutants (pel·lícula)
The New Mutants és una pel·lícula de terror estatunidenca del 2020 del gènere de superherois, basada en l'equip homònim de Marvel Comics i distribuïda per 20th Century Studios. És la tretzena i darrera entrega de la saga de X-Men. Va ser dirigida per Josh Boone amb guió de Knate Lee i la protagonitzen Maisie Williams, Anya Taylor-Joy, Charlie Heaton, Alice Braga, Blu Hunt i Henry Zaga. En la pel·lícula, un grup de mutants joves retinguts en unes instal·lacions secrets han de lluitar per salvar-se.
Boone i Lee van començar a treballar-hi després que Boone completés The Fault in Our Stars (2014). La parella va proposar una potencial trilogia cinematogràfica al productor de X-Men Simon Kinberg, i el maig de 2015 es van signar oficialment el projecte. Taylor-Joy i Williams sonaven com a candidats el març de 2016, i es van confirmar al cap d'un any quan la resta del repartiment es va omplir. El rodatge va tenir lloc a Boston (Massachusetts) de juliol a setembre de 2017, principalment a l'Hospital Estatal de Medfield, amb la previsió d'estrenar-la l'abril de 2018. La pel·lícula es va retardar mentre es planejaven més escenes de rodatge i Disney va començar el procés d'adquisició de la productora 20th Century Fox. Després que l'adquisició es completés, Boone va tornar a treballar-hi, i es va completar sense tornar a rodar el març de 2020. Originalment planejada com la primera d'una trilogia de pel·lícules, la compra de Fox per part de Disney va revertir-ne els drets a Marvel Studios, per la qual cosa la possibilitat de futures pel·lícules és poc probable.
The New Mutants es va estrenar el 28 d'agost de 2020 als Estats Units, després de posposar-se des de la data inicial prevista d'abril de 2018. A Catalunya es va estrenar el 26 d'agost de 2020.

## Repartiment
- Maisie Williams com a Rahne Sinclair: una mutant escocesa que es pot convertir en llop i que lluita per reconciliar-ho amb les seves creences religioses.[3] La seva forma de llop la interpreta el llop Chuck.
- Anya Taylor-Joy com a Illyana Rasputin: una mutant russa amb poders de fetilleria,[3] pot manifestar el Soulsword i utilitzar discs de teletransport per viatjar.[3][4] Illyana és la germana de Colossus, un membre dels X-Men ja vist en altres pel·lícules.[5] Té un company, el drac porpra Lockheed.[4] Colbi Gannett l'interpreta de petita.
- Charlie Heaton com a Samuel «Sam» Guthrie: un mutant americà que es pot impulsar a l'aire i que és invulnerable mentre ho fa.[6]
- Alice Braga com a Cecilia Reyes: una mentora del grup i doctora mèdica que pot generar camps protectors al seu voltant.[7]
- Blu Hunt com a Danielle «Dani» Moonstar: mutant natiu americana que pot crear il·lusions basades en les pors i els desitjos dels altres.[8] La pel·lícula inclou una història d'amor entre ella i Rahne.[9]
- Henry Zaga com a Roberto «Bobby» da Costa: un mutant brasiler que pot manipular l'energia solar.[10]
- Adam Beach com a William Lonestar: el pare de Dani, d'ascendència xeiene.

A més, el personatge Demon Bear hi apareix. Thomas Kee interpreta el pare de Sam Guthrie, Thomas, mentre que Happy Anderson fa de reverend del poble de Rahne, Craig, ambdós resultat de les il·lusions creades per Dani. Els Smile Men els interpreta Dustin Ceithamer amb la veu de Marilyn Manson.

## Rebuda
A Rotten Tomatoes, la pel·lícula té una qualificació d'aprovació del 35% basada en 122 ressenyes, amb una puntuació mitjana de 4,90/10. El consens dels crítics del lloc web diu: "Representar una llista d'ingredients potencialment explosius majoritàriament inerts, The New Mutants és una derivació de la franquícia que és inferior a la suma de les seves parts superpotents." A Metacritic, la pel·lícula té una puntuació mitjana ponderada de 43 sobre 100, basada en 20 crítics, que indiquen "ressenyes mixtes o mitjanes".
Peter Debruge de Variety va dir:" Malgrat totes les intromissions i interferències que va suposar la pel·lícula, The New Mutants se sent força coherent al final. El que no aconsegueix és una personalitat pròpia i memorable."
Amy Nicholson de The New York Times va escriure: "Dirigit el 2017 per Josh Boone... The New Mutants va passar tres anys congelada abans que se li permetés escapar a la temporada d'estiu més lenta en un segle. Això és adequat per a una pel·lícula que és tot construcció sense cap gran explosió."
El co-creador de la sèrie The New Mutants, Bob McLeod, va expressar la seva decepció amb la pel·lícula per haver representat inexactament els personatges, incloent el blanquejament de Roberto, que té una pell fosca amb herència afro-brasilera en els còmics. També va criticar la pel·lícula per haver escrit malament el seu nom als crèdits com a "MacLeod". L'ortografia es va corregir per al llançament per home media.